# Emmanuel Imanishimwe
Emmanuel Imanishimwe est un footballeur rwandais né le 2 février 1995 à Kigali au Rwanda. Il évolue au poste de arrière gauche à l'AEL Limassol.

## Biographie

### En club
Le 4 août 2021, Emmanuel Imanishimwe s'engage librement aux FAR de Rabat. Le 14 mai 2022, il remporte la Coupe du Maroc après une victoire de 3-0 au Stade Adrar d'Agadir face au Moghreb de Tetouan.

### En sélection
Le 11 juin 2017, il reçoit sa première sélection en équipe du Rwanda face à la République centrafricaine comptant pour les qualifications à la CAN 2019 (défaite, 2-1).

## Palmarès

### En club
FAR de Rabat
- Coupe du Maroc (1) :
  - Vainqueur : 2022.